# سیارک ۱۰۴۲۶
سیارک ۱۰۴۲۶ (به انگلیسی: 10426 Charlierouse، نامگذاری:1999BB27) ده هزار و چهارصد و بیست و ششمین سیارک کشف شده‌است که در ۱۶ ژانویه ۱۹۹۹ کشف شد.
قدر مطلق سیارک برابر ۴۴٫۶ است.